# L'Ebrea
L'Ebrea è un dipinto a olio su tela (55 x46 cm) realizzato nel 1908 dal pittore italiano Amedeo Modigliani.
Fa parte di una collezione privata francese.
È stato uno dei primi dipinti di Modigliani e si può notare che il suo stile non si è ancora completamente formato.